# Benyhe János
Benyhe János (Hódmezővásárhely, 1926. november 8. – Budapest, 2010. október 23.) József Attila-díjas magyar műfordító, tanár, publicista és irodalomtörténész. Az Eötvös Loránd Tudományegyetem Bölcsészettudományi Kar Romanisztikai Intézet Spanyol Nyelvi és Irodalmi Tanszékének egykori oktatója.

## Életpályája
Szülei Benyhe János és Lencse Júlia voltak. Középiskolai tanulmányait a hódmezővásárhelyi Bethlen Gábor Református Gimnáziumban végezte. Érettségi után a Pázmány Péter Tudományegyetemre, majd az ELTE-re járt, ahol angol-francia nyelv és irodalom szakon diplomázott, 1945-1950 között. Mellette zenei tanulmányokat is folytatott. 1945-1949 között tagja volt az Eötvös József Collegiumnak. 1950-1957 között nyelvtanár volt. 1957-1986 között az ELTE spanyol tanszékének előadója és az Európa Könyvkiadó felelős szerkesztője volt. 1986-1990 között a Corvina Kiadó szerkesztőjeként, később főszerkesztőjeként dolgozott. 1990-től az Írószövetség műfordítói szakosztályának elnöke volt. 1990-1995 között Magyarország brazíliai nagykövete volt, akkreditálva Guyanába és Suriname-ba is. 1997-től az Ibero-Amerika szerkesztője volt. 2001-től a Magyar PEN Club főtitkári tisztségét töltötte be.
2010. október 23-án a Magyar Írószövetség Arany János-díjainak átadására sietve esett össze és hunyt el.

## Munkássága
Rendszeresen publikált a Heti Válasz folyóiratban Dohogó címmel, és írásai jelentek meg az Új Ember folyóiratban is. A Dohogó cikksorozat első 150 cikke a Kortárs Kiadó gondozásában jelent meg. Irodalomtörténeti munkássága során esszéket, tanulmányokat, prózákat írt. A 2000-es években két nyelvművelő kötete is megjelent. Beszélt angol, francia, olasz, latin, német, spanyol, portugál, holland, katalán és orosz nyelven. Stendhal, Maupassant, Camus, Cervantes, Pedro Antonio de Alarcón, García Lorca, Mario Vargas Llosa és Jorge Amado számos művét fordította magyarra.

## Kötetei
- Dohogó – Nyelvművelő tárcák. Budapest, Kortárs Kiadó, 2005. ISBN 9639593176
- Új dohogó – Nyelv-őr-járat. Budapest, Kortárs Kiadó, 2008. ISBN 978-963-9593-73-2
- Ráadás dohogó. Nyelv-őr-járat; Kortárs, Bp., 2011

## Műfordításai
- Jorge Amado: Zsubiabá (regény, 1952)
- Volodia Teitelboim: A pampa éneke (regény, 1954)
- Assis Esperança: Úriemberek (regény, 1955)
- Pedro Antonio de Alarcón: A háromszögletű kalap. Méregzsák kapitány (regények, 1957)
- Imposztorok tüköre. Spanyol kópé-regények (Határ Győzővel, Szokoly Endrével, 1957)
- Reinaldo Lomboy: Bio-Bio (regény, 1957)
- Virgilio Rodríguez Macal: A kígyómadár palotája (elbeszélések, 1957)
- Diego Hurtado de Mendoza: Lazarillo de Tormes élete, jó sora és viszontagságai (regény, 1958)
- Federico García Lorca: A csodálatos vargáné (dráma, 1959)
- Carlos Luis Fallas: Egy kölyök kalandjai (ifjúsági regény, 1960)
- Miguel de Cervantes: Az elmés nemes Don Quijote de la Mancha (Győry Vilmos fordításának átdolgozása, 1962)
- Graciliano Ramos: Emberfarkas (kisregény, 1962)
- Luis Vélez de Guevara: A sánta ördög (regény, Szegő István fordításának átdolgozása, 1962)
- Juan Goytisolo: Szigeti krónika (regény, 1964)
- Camilo José Cela: Szélmalom (kisregények, 1966)
- José Cardoso Pires: Országút vándorai (regény, 1967)
- Albert Camus: A száműzetés és az ország (elbeszélések, Antal Lászlóval, Szávai Nándorral, 1969)
- Guy de Maupassant: Céltalan szépség (4 elbeszélés, Illés Endrével, Pór Judittal, 1969)
- Raymond Radiguet: A test ördöge. Orgel gróf bálja (regények, Zigány Miklóssal, 1970)
- Jorge Amado: Flor asszony két férje (regény, 1970)
- Simón Bolívar írásai (1976)
- Mario Vargas Llosa: Kölykök (elbeszélések, Kesztyűs Erzsébettel, Nagy Mátyással, 1976)
- 12 escritores españoles y latino-americanos - 12 spanyol és latin-amerikai író (András Lászlóval és Bogdán Krisztinával, 1996)
- Miguel de Cervantes: Az elmés nemes Don Quijote de la Mancha, 1-2; (Győry Vilmos fordításának és Szász Béla szerkesztői javításainak részleges felhasználásával, 2005)[4]

## Főbb szerkesztései
- Klasszikus spanyol drámák. Budapest, Magyar Helikon, Európa Könyvkiadó, 1967.
- Lelkek a purgatóriumban – nyolc halhatatlan francia kisregény. Budapest, Európa Könyvkiadó, 1967.
- Latin-amerikai elbeszélők. Budapest, Európa Könyvkiadó, 1970.
- Hesperidák kertje – Az ibéri világ költészete. Budapest, Európa, 1971. (2. kötet: Portugál és gallego nyelvű költészet)
- Az üldöző – latin-amerikai kisregények. Budapest, Európa Könyvkiadó, 1972.
- A Flamingó – Chilei elbeszélők. Budapest, Európa Könyvkiadó, 1975.
- Így látták – Indián és spanyol krónikák. Budapest, Európa Könyvkiadó, 1977, cop. 1964.
- Más fény nem kell nekem – Spanyol szerelmes versek. Budapest, Magyar Helikon, 1978.
- Az aranykezű csavargó – Mai portugál drámák. Budapest, Európa Könyvkiadó, 1980.
- Rónai Pál: Latin és mosoly – Válogatott tanulmányok. Budapest, Európa Könyvkiadó, 1981.
- Járom és csillag – Latin-amerikai költők antológiája. Budapest, Kozmosz Könyvek, 1984.
- Geir Campos versei. Budapest, Európa Könyvkiadó, 1986.
- Julio Cortázar-életműsorozat. Budapest, L’Harmattan, 2004-. (Imrei Andreával közösen)
- 80 éves a Magyar PEN Club; összeáll. / Benyhe János és Sumonyi Zoltán; Magyar PEN Club, Bp., 2006

## Díjai, kitüntetései
- Bölöni-díj és emlékplakett (1987)
- A Művészeti Alap Irodalmi Díja (1988)
- A portugál Tengerész Henrik érdemrend lovagkeresztje (1989)
- A Magyar Köztársasági Érdemrend középkeresztje (1996)
- Pro Literatura-díj (2000)
- József Attila-díj (2001)